# Helianthemum grandiflorum
Helianthemum grandiflorum är en solvändeväxtart. Helianthemum grandiflorum ingår i släktet solvändor, och familjen solvändeväxter.

## Underarter
Arten delas in i följande underarter:
- H. g. glabrum
- H. g. grandiflorum
- H. g. semiglabrum

## Bildgalleri

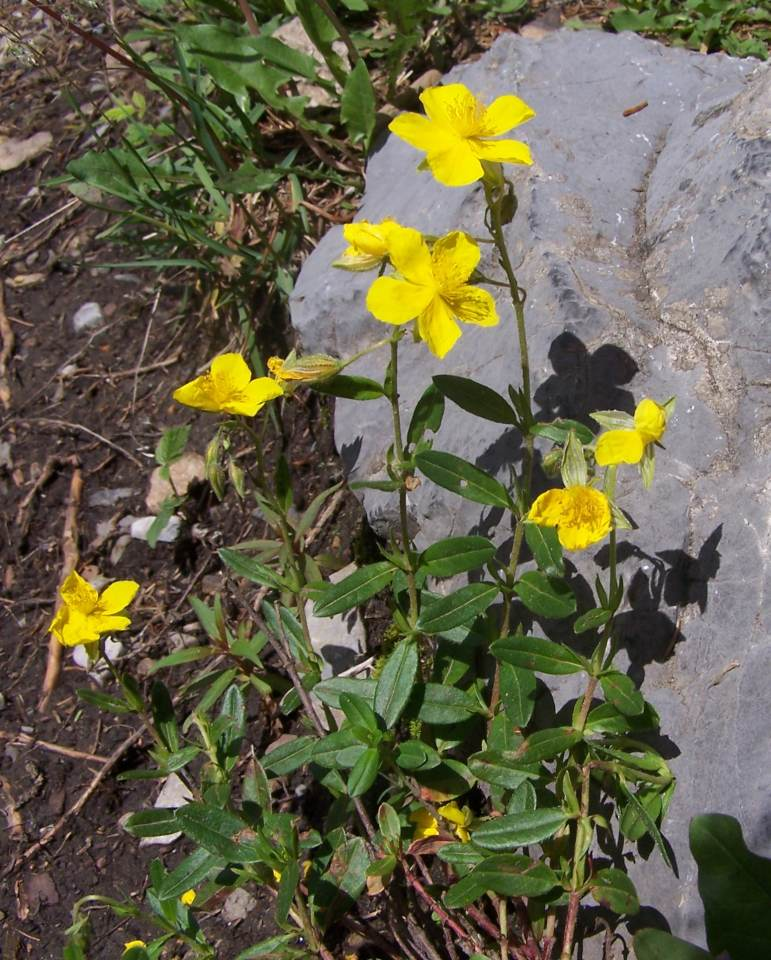
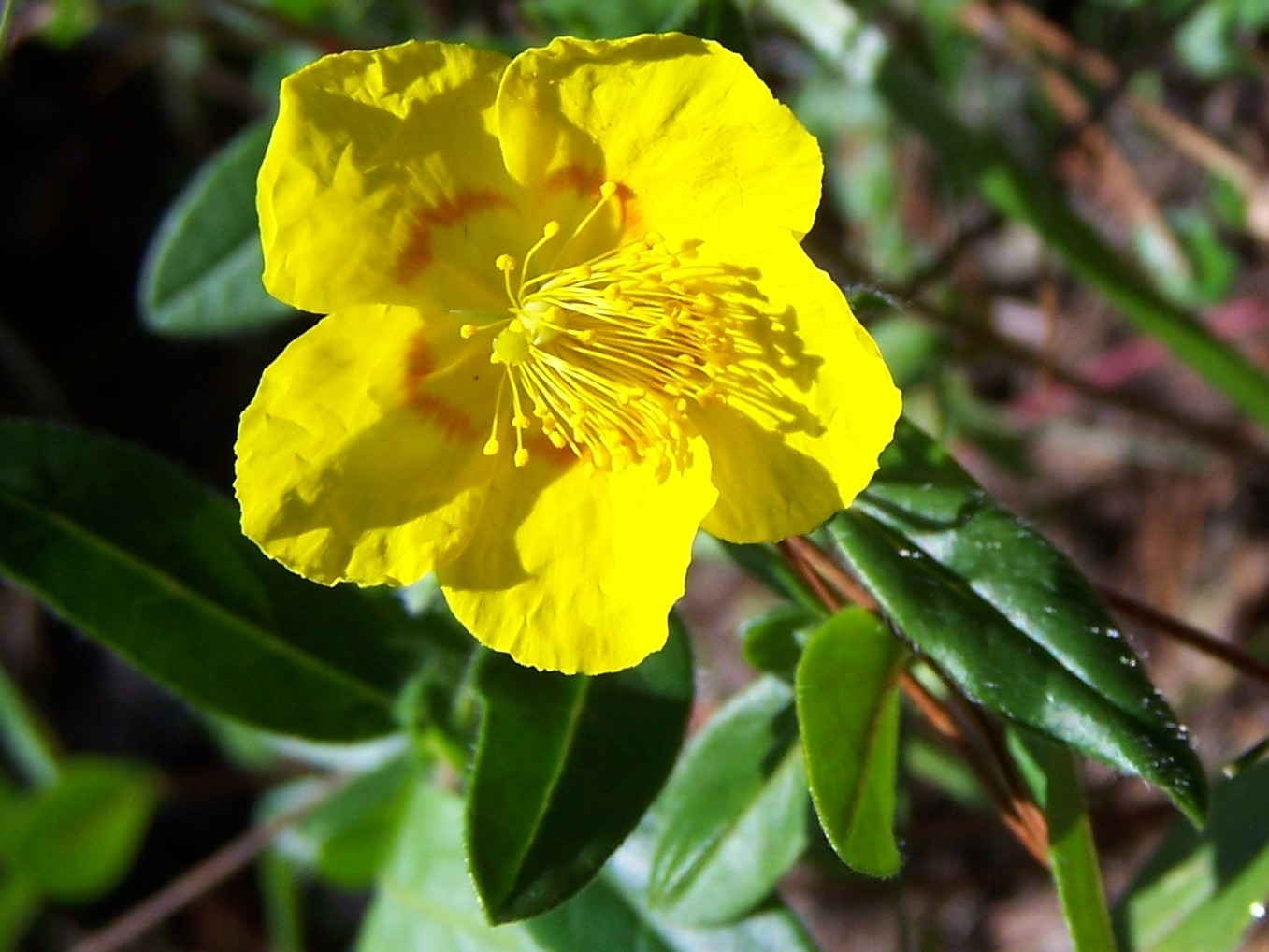
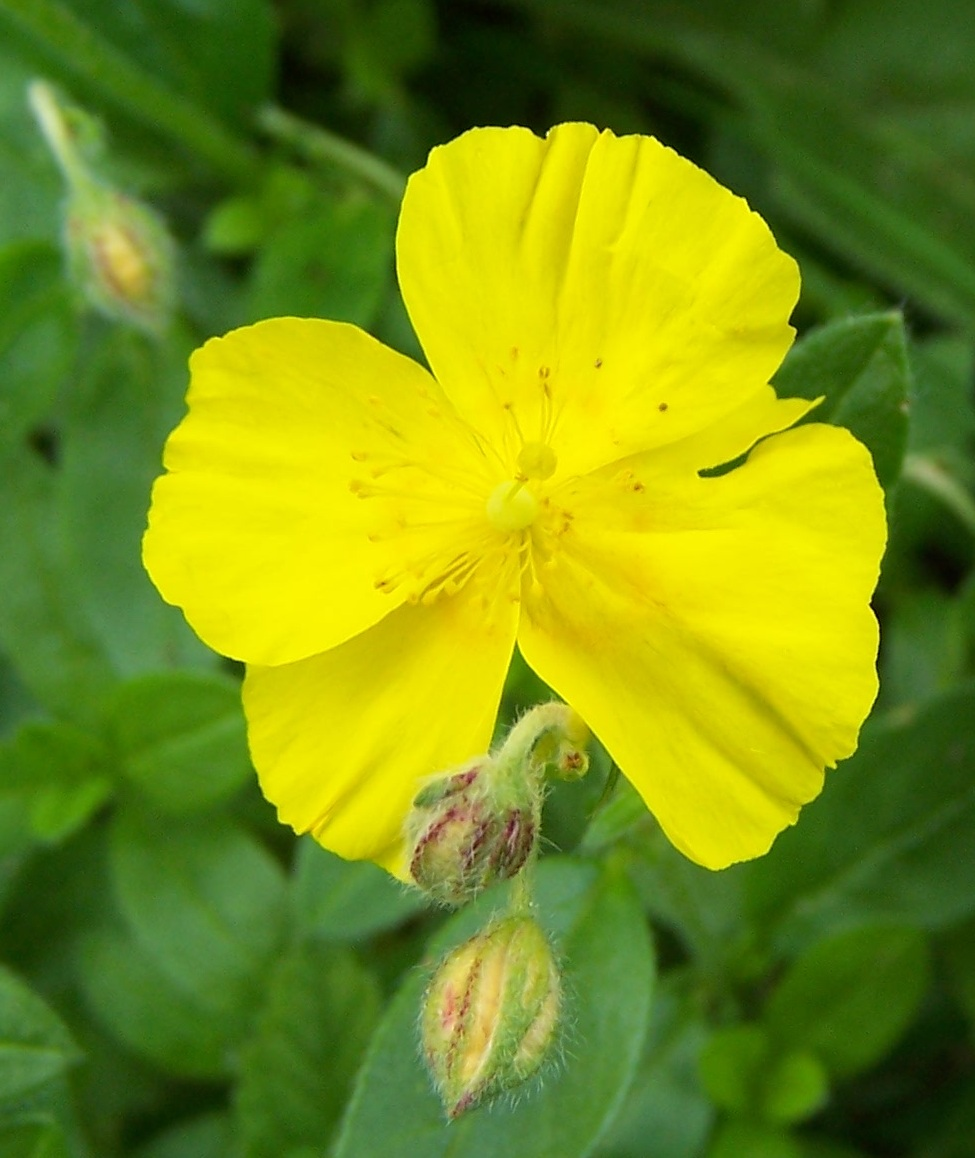
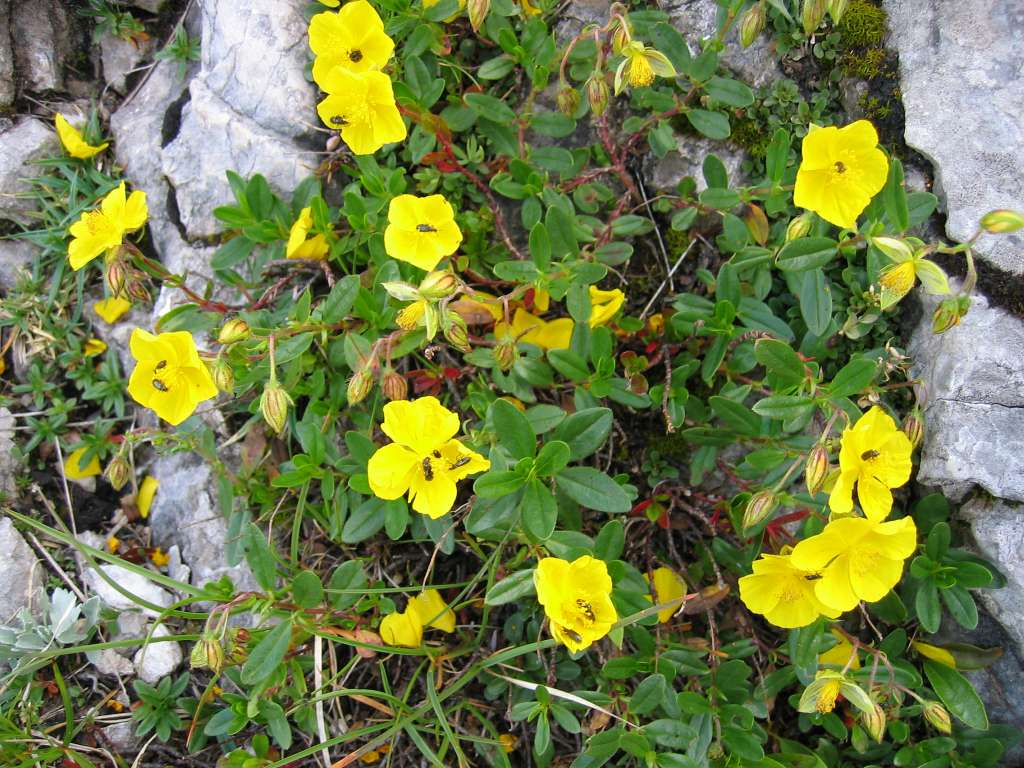